# (9950) ЕКА
(9950) ЕКА (англ. ESA) — околоземный астероид из группы Амура (III), который был открыт 8 ноября 1990 года французским астрономом Кристианом Полласом в исследовательском центре CERGA и назван в честь Европейского космического агентства (ESA). 

Орбита астероида ЕКА и его положение в Солнечной системе